# Axel Wenner-Gren
Axel Wenner-Gren (Uddevalla, 5 giugno 1881 – Stoccolma, 24 novembre 1961) è stato un imprenditore svedese, uomo d’affari con interessi nel settore bancario e nel campo degli elettrodomestici, della carta stampata, della cellulosa, delle ferrovie. Fu annoverato tra gli uomini più ricchi del mondo nel secondo quarto del XX secolo.
L'intuizione geniale di Axel Wenner-Gren fu di adattare i sistemi di aspirazione industriali a quelli d'uso domestico. Dalla applicazione di questa intuizione nasce la fortuna economica di Wenner-Gren che nel primo dopoguerra riuscì far comprare il suo brevetto alla Electrolux in cambio di azioni. Wenner-Gren, che a quel tempo lavorava per la Electrolux, era riuscito a farle aggiudicare il contratto per l'illuminazione elettrica della cerimonia di inaugurazione del Canale di Panama.
Già agli inizi del 1930 Axel Wenner-Gren era diventato il titolare della Electrolux fin da allora leader indiscussa nella produzione di aspirapolvere e frigoriferi.
In pochi anni espanse i suoi investimenti in giornali, banche, fabbriche di armi e acquistando molte delle proprietà del vasto impero del connazionale Ivar Kreuger, conosciuto come il “Re dei fiammiferi”, il cui impero finanziario crollò nel 1929 in seguito al cosiddetto "Martedì nero" e che il 12 marzo 1932 fu trovato morto, apparentemente suicida, in un hotel di Parigi.
Si occupò indirettamente di politica proponendosi come intermediario tra la Germania nazista e i governi inglese e americano con lo scopo di evitare il secondo conflitto mondiale. 
In quest'ambito ebbe contatti con il gerarca nazista Hermann Göring.
Deluso dal fallimento della sua missione diplomatica si trasferì nelle sue proprietà nelle Bahamas dove strinse amicizia con il Duca di Windsor, ex-re d'Inghilterra, allora governatore dell'isola.
A guerra ultimata queste frequentazioni gli costarono la fama di filo-nazista e le sue proprietà furono confiscate senza tener in nessun conto che proprio nei primi giorni di guerra 300 naufraghi della nave a vapore Athenia, affondata dai tedeschi, furono tratti in salvo sul suo lussuoso yacht Southern Cross, all'epoca il più grande del mondo.
Si ha motivo di pensare che le vere ragioni della confisca dei suoi beni avessero lo scopo segreto di bloccare i suoi progetti di investimenti in materie prime in Messico, considerate strategiche dai governi alleati, dove si era trasferito nel 1941 con la moglie,  su invito di Maximino Ávila Camacho.
In Messico i Wenner-Gren vissero, fino alla morte di Axel, nella loro tenuta di Cuernavaca, il Rancho Cortés, oggi diventato il Racquet Club di Cuernavaca.

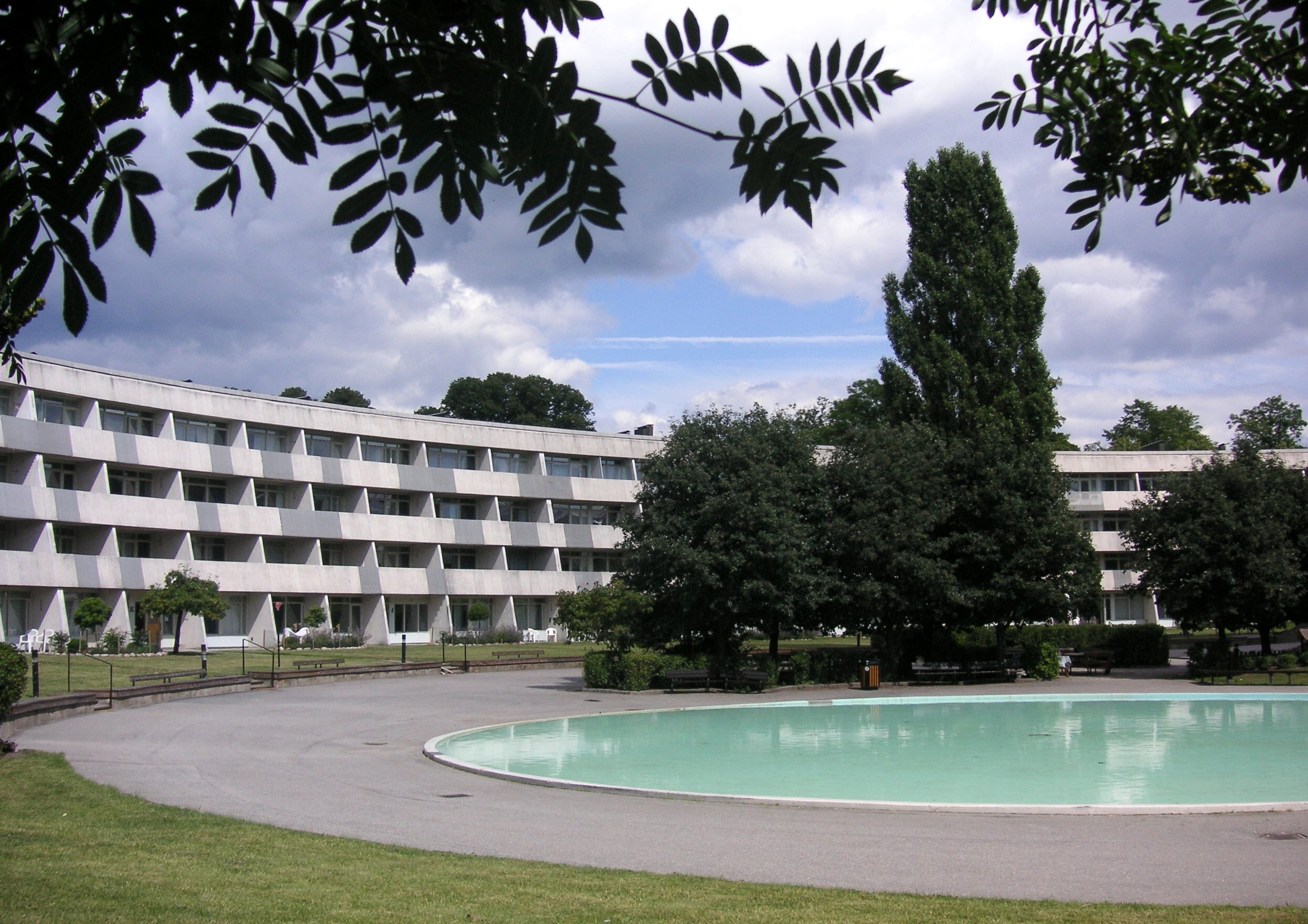
Uno scorcio del Wenner-Gren Center a Stoccolma

Sempre nel 1941 Axel Wenner-Gren appoggiò finanziariamente The Viking Fund, una organizzazione di ricerca antropologica - che fu poi ribattezzata Wenner-Gren Foundation for Anthropological Research - diretta dall'antropologo Pál Fejös che, in precedenza, era stato un noto regista.
Nel contesto dei diversificati investimenti di Axel Wenner-Gren troviamo la ALWEG (Axel Lennart WEnner-Gren),  che costruì la monorotaia del parco Disneyland nel 1959 e quella del  Seattle Center nel 1962 così come la ALWAC (Axel L. Wenner-Gren Automatic Computer). Nel 1956 e 1957 il modello ALWAC III-E si poneva in competizione con il modello IBM 65tiren senza tuttavia riuscire a conquistare il mercato.
Axel Webber-Gren, malato di cancro, morì a Stoccolma il 24 novembre 1961.

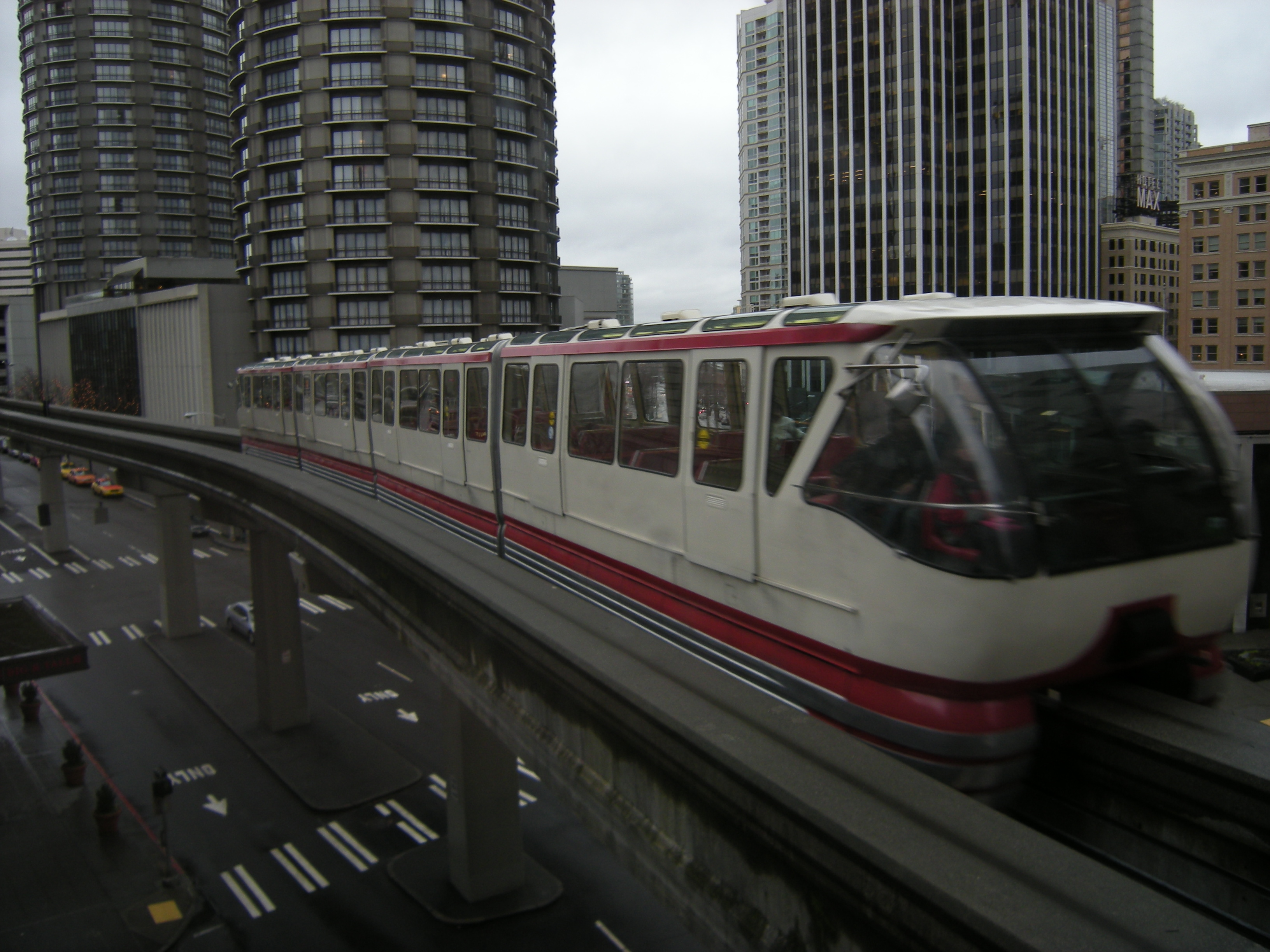
Monorotaia del Seattle Center
costruita nel 1962 dalla ALWEG